# Halictophagus bidentatus
Halictophagus bidentatus är en insektsart som beskrevs av Richard Mitchell Bohart 1941. Halictophagus bidentatus ingår i släktet Halictophagus och familjen kamvridvingar. Inga underarter finns listade i Catalogue of Life.